# Георг Щуме
Георг Щуме (на немски: Georg Stumme) е немски офицер, служил по време на Първата и Втората световна война.

## Биография

#### Ранен живот и Първа световна война (1914 – 1918)
Георг Щуме е роден на 29 юли 1886 г. в Халберщат, Германска империя. Присъединява се към армията през 1906 г. като офицерски кадет. През следващата година е произведен в лейтенант. Участва в Първата световна война и след нея се присъединява към Райхсвера.

##### Междувоенен период
На 1 октомври 1938 г. става първият и единствен командир на 2-ра лека дивизия.

#### Втора световна война (1939 – 1945)
С нея участва в кампанията в Полша. На 18 октомври 1939 г. дивизията е реформирана и преименувана в 7-а танкова дивизия. Щуме я ръководи до 5 февруари 1940 г., когато е заменен от ген. Ервин Ромел. На 15 февруари 1940 г. поема командването на 40-и танков корпус, който ръководи по време на битката за Франция, операция Марита и по време на нападението над СССР. През 1942 г. е изправен пред военен съд за сериозни нарушения на сигурността и прекарва кратко време в затвора. От 20 септември 1942 г. поема командването на танкова армия „Африка“.

#### Смърт
Умира от сърдечен удар на 24 октомври 1942 г. близо до Ел Аламейн, Египет.

## Военна декорация
- Германски орден „Железен кръст“ (1914) – II (?) и I степен (?)
- Орден „Германски кръст“ (?) – златен (?)
- Рицарски кръст (19 юли 1940)